# Pyrocephalus rubinus
Pyrocephalus rubinus é uma espécie de ave da família Tyrannidae e do gênero Pyrocephalus. Conhecida popularmente como príncipe, papa-moscas-vermelho, mãe-do-sol (no interior de São Paulo) e coração-de-boi (em algumas cidades de Minas Gerais).
São reconhecidas onze subespécies:
- Pyrocephalus rubinus rubinus: reproduz-se do Uruguai e Argentina ao sul do Brasil, Paraguai e sudeste da Bolívia; migra no inverno para o norte, até a Amazônia;
- Pyrocephalus rubinus saturatus: residente em Roraima, Venezuela, nordeste da Colômbia e sudoeste da Guiana;
- Pyrocephalus rubinus piurae: Colômbia (oeste dos Andes Orientais) até o oeste do Equador e noroeste do Peru;
- Pyrocephalus rubinus ardens: norte do Peru (Cajamarca, Amazonas e extremo leste de Piura;
- Pyrocephalus rubinus obscurus: oeste do Peru (Lima);
- Pyrocephalus rubinus cocachacrae: sudoeste do Peru (Ica a Tacna) e o extremo norte adjacente do Chile;
- Pyrocephalus rubinus major: sudeste do Peru (Cuzco e Puno);
- Pyrocephalus rubinus flammeus: sudoeste árido dos Estados Unidos até Baja California e sudoeste do México (Nayarit);
- Pyrocephalus rubinus mexicanus: sudoeste árido do Texas até Guerrero, Oaxaca, Puebla e Veracruz;
- Pyrocephalus rubinus blatteus: sudoeste do México (sul de Veracruz) até a Guatemala e Honduras;
- Pyrocephalus rubinus pinicola: terras baixas de savanas de pinheiros no nordeste da Nicarágua.